# Oscar du meilleur film international
L'Oscar du meilleur film international (Academy Award for Best International Feature Film), nommé jusqu'en 2019 l'Oscar du meilleur film en langue étrangère (Academy Award for Best Foreign Language Film), est une récompense cinématographique américaine décernée chaque année depuis 1948 (mais ne passe au statut compétitif qu'en 1957) par l'Academy of Motion Picture Arts and Sciences (AMPAS), laquelle décerne également tous les autres Oscars.
Dans le langage courant, en français, il est souvent appelé « Oscar du meilleur film étranger », appellation qui n'est pas conforme à la traduction officielle.

## Présentation
Tous les règlements des Oscars depuis la première cérémonie sont accessibles dans la collection numérique officielle de l'Académie.

### Historique
Depuis la cinquième cérémonie en 1933, les règles précisent qu'un prix spécial peut être décerné à un film, américain ou étranger, en dehors des catégories définies, pour une qualité exceptionnelle (outstanding achievement). La catégorie était celle des autres prix spéciaux (les prix décrits comme spéciaux étaient les prix scientifiques et techniques, l'Irving G. Thalberg Memorial Award et les documentaires). Le film doit avoir été exploité au comté de Los Angeles. L'attribution était faite par le conseil des gouverneurs mais n'était pas obligatoire. Les films étrangers lauréats de ce prix spécial le furent en 1948 et 1949.
C'est en 1950 que le prix est explicitement nommé Foreign Language Film Award, dans les prix honorifiques. La procédure est indiquée : le conseil des gouverneurs choisit un film parmi ceux exploités aux États-Unis, sans procédure de nominations. L'attribution n'est pas obligatoire, et n'a pas eu lieu en 1954.
En 1957, l'Oscar est inclus dans les prix en compétition, en perdant sa mention honorifique ou spéciale, et le vote est effectué par les membres de l'académie, comme la majorité des autres catégories.
À partir de 2020, l'Oscar porte le nom du meilleur film international, plutôt que meilleur film en langue étrangère ; ce changement de nom est justifiée par le conseil des gouverneurs, déclarant que le terme de foreign est dépassé face à la communauté mondiale du cinéma.
À ce jour, c'est l'Italie qui totalise le plus d'Oscars dans cette catégorie avec 11 récompenses et trente nominations, suivie de la France et de l'Espagne avec respectivement 9 et 4 Oscars.

### Sélection
Contrairement aux récompenses équivalentes et aux autres catégories d'Oscars, les nommés sont déterminés selon une liste de films candidats envoyés par leur pays même.
Chaque pays, par un comité local, qui est souvent rattaché à l'institut cinématographique ou culturelle du pays, choisit un film qui le représentera dans la course pour cet Oscar. Chaque film ne peut représenter qu'un seul pays, même si c'est une coproduction.
La compétition a un nombre de participants croissant : 8 soumissions lors de la création de la procédure en 1957, contre 93 candidatures valides depuis 2020. Seule la France a envoyé un film chaque année[réf. souhaitée].

### Admissibilité
Comme le précédent nom de l'Oscar ainsi que son appellation officieuse l'indiquent, le film représenté doit être majoritairement non-anglophone et ne doit pas être produit aux États-Unis.
Le choix de langue est libre. Néanmoins, de 1979 à 2006, le film devait être tourné dans la langue officielle du pays qu'il représente.
Le pays représenté doit avoir un contrôle artistique important dans le film qu'il envoie ; une part trop mineure dans la coproduction du film conduit souvent à la disqualification.
La seule règle est une sortie locale dans le pays représenté. Une exploitation américaine n'est pas obligatoire. Le créneau de sortie est différent des autres catégories. De 1964 à 2003, le film devait être sorti dans son pays entre le 1er novembre et le 31 octobre. Depuis 2004, le créneau de la sortie locale est du 1er octobre au 30 septembre précédant la cérémonie.
En cas d'inadmissibilité, l'académie n'hésite pas à disqualifier le film (et plusieurs pays n'ont pu choisir un film de substitution). Les disqualifications ont toujours eu lieu avant l'annonce des nominations sauf une fois en 1993.

### Règlement
Les récipiendaires ont toujours été les pays représentés, le réalisateur n'est pas le lauréat officiellement, même si depuis 2015, son nom est gravé sur la statuette. Les règles précisent que cet Oscar n'est pas décerné à une personnalité individuelle. Mais c'est systématiquement le réalisateur (sauf contraintes) qui vient chercher la récompense. La seule exception fut en 1957, lors de la fondation compétitive de l'Oscar du meilleur film en langue étrangère, les récipiendaires étaient les producteurs du film, tout comme l'Oscar du meilleur film, ce qui ne fut pas renouvelé l'année suivante.
Le système de pays n'est applicable que pour cet Oscar. Pour toutes les autres catégories, un film peut être éligible, même pour l'Oscar du meilleur film s'il respecte la règle d'admissibilité commune : au moins une semaine d'exploitation au comté de Los Angeles, l'année précédant la cérémonie. Un film reste éligible aux autres récompenses même s'il ne fut pas proposé par son pays.
Néanmoins, jusqu'en 1975, un film pouvait quelquefois être nommé à deux cérémonies. Une première fois, nommé pour l'Oscar du meilleur film en langue étrangère, la seconde fois éventuellement dans les autres catégories. Du fait que la sortie américaine diffère souvent de la sortie locale de plusieurs mois.
Depuis 1976, un film nommé à l'Oscar du meilleur film en langue étrangère n'est éligible que pour une seule cérémonie, même s'il n'est pas encore sorti en Amérique. Néanmoins, si le film est proposé mais non nommé, il est éligible pour la cérémonie qui concernerait son exploitation américaine.

### Vote
Les modalités de vote sont différentes des autres catégories, il n'y a pas de restrictions en rapport avec les branches professionnelles. Après que toutes les propositions ont été reçues, un comité composé de membres des différentes branches de l'académie vote et détermine une dizaine de films présélectionnés dans une liste restreinte (shortlist). Cette première phase de vote fut créée en 2007. À partir de cette liste, un nouveau vote permet de déterminer les cinq nommés.
Au tour final, qui va déterminer le vainqueur, ne peuvent voter que les membres ayant assisté aux projections, organisées par l'académie, des cinq films nommés, afin d'éviter probablement la complaisance régionale, l'académie invitant chaque année de nouveaux membres internationaux.

### Nominations multiples
Seuls six réalisateurs ont réussi la performance d'obtenir l'Oscar du meilleur film en langue étrangère (ou international) à plusieurs reprises. Il s'agit des Italiens Vittorio De Sica (1948, 1950, 1965, 1972) et Federico Fellini (1957, 1958, 1964, 1975), ainsi que le Suédois Ingmar Bergman (1961, 1962, 1984), le Français René Clément (1951,1953), le Japonais Akira Kurosawa (1952, 1976) et l'Iranien Asghar Farhadi (2012, 2017) .

## Palmarès
Note : L'année indiquée est celle de la cérémonie, récompensant les films sortis au cours des années précédentes dans leurs pays.

### Années 1940
De 1948 à 1956 : Oscar d'honneur (ou spécial) attribué à un film étranger.
- 1948 : Sciuscià de Vittorio De Sica •  Italie[N 4]
- 1949 : Monsieur Vincent de Maurice Cloche •  France

### Années 1950
- 1950 : Le Voleur de bicyclette (Ladri di biciclette) de Vittorio De Sica •  Italie
- 1951 : Au-delà des grilles de René Clément •  France /  Italie
- 1952 : Rashomon d'Akira Kurosawa •  Japon
- 1953 : Jeux interdits de René Clément •  France
- 1954 : Non décerné
- 1955 : La Porte de l'enfer (Jigokumon) de Teinosuke Kinugasa •  Japon
- 1956 : La Légende de Musashi (Miyamoto Musashi) de Hiroshi Inagaki •  Japon

Depuis 1957 : Oscar du meilleur film en langue étrangère.
- 1957[N 5] : La strada de Federico Fellini, produit par Dino De Laurentiis et Carlo Ponti •  Italie
  - La Harpe de Birmanie (Biruma no tategoto) de Kon Ichikawa, produit par Masayuki Takagi •  Japon
  - Le Capitaine de Köpenick (Der Hauptmann von Köpenick) de Helmut Käutner, produit par Gyula Trebitsch et Walter Koppel •  Allemagne de l'Ouest
  - Gervaise de René Clément, produit par Annie Dorfmann •  France
  - Qivitoq d'Erik Balling, produit par Olaf Dalsgaard-Olsen •  Danemark
- 1958 : Les Nuits de Cabiria (Le notti di Cabiria) de Federico Fellini •  Italie
  - Mother India de Mehboob Khan •  Inde
  - La Nuit quand le diable venait (Nachts, wenn der Teufel kam) de Robert Siodmak •  Allemagne de l'Ouest
  - Le Rescapé (Ni liv) d'Arne Skouen •  Norvège
  - Porte des Lilas de René Clair •  France
- 1959 : Mon oncle de Jacques Tati •  France
  - Les soldats ne sont pas de bois (Helden) de Franz Peter Wirth •  Allemagne de l'Ouest
  - Le Pigeon (I soliti ignoti) de Mario Monicelli •  Italie
  - La Route d'une année (La strada lunga un anno) de Giuseppe De Santis •  Yougoslavie
  - La Vengeance de Juan Antonio Bardem •  Espagne

### Années 1960
- 1960 : Orfeu Negro de Marcel Camus •  France
  - Le Pont (Die Brücke) de Bernhard Wicki •  Allemagne de l'Ouest
  - Village au bord du fleuve (Dorp aan de rivier) de Fons Rademakers •  Pays-Bas
  - La Grande Guerre (La grande guerra) de Mario Monicelli •  Italie
  - Paw, un garçon entre deux mondes (Paw) d'Astrid Henning-Jensen •  Danemark
- 1961 : La Source (Jungfrukällan) d'Ingmar Bergman •  Suède
  - Neuvième Cercle (Deveti krug) de France Štiglic •  Yougoslavie
  - Kapò de Gillo Pontecorvo •  Italie
  - La Vérité de Henri-Georges Clouzot •  France
  - Macario de Roberto Gavaldón •  Mexique
- 1962 : À travers le miroir (Såsom i en spegel) d'Ingmar Bergman •  Suède
  - Un amour éternel (Eien no hito) de Keisuke Kinoshita •  Japon
  - Harry et son valet (Harry og kammertjeneren) de Bent Christensen •  Danemark
  - Plácido de Luis García Berlanga •  Espagne
  - Ánimas Trujano d'Ismael Rodríguez •  Mexique
- 1963 : Les Dimanches de Ville-d'Avray de Serge Bourguignon •  France
  - Electre (Ilektra) de Michel Cacoyannis •  Grèce
  - La Bataille de Naples (Le quattro giornate di Napoli) de Nanni Loy •  Italie
  - La Parole donnée (O Pagador de Promessas) d'Anselmo Duarte •  Brésil
  - Tlayucan de Luis Alcoriza •  Mexique
- 1964 : Huit et demi (Otto e mezzo) de Federico Fellini •  Italie
  - Kyoto (Koto) de Noboru Nakamura •  Japon
  - Los Tarantos de Francisco Rovira Beleta •  Espagne
  - Le Couteau dans l'eau (Nóż w wodzie) de Roman Polanski •  Pologne
  - Les Lanternes rouges (Ta kokkina fanaria) de Vasílis Georgiádis •  Grèce
- 1965 : Hier, aujourd'hui et demain (Ieri, oggi, domani) de Vittorio De Sica •  Italie
  - Le Quartier du corbeau (Kvarteret Korpen) de Bo Widerberg •  Suède
  - Les Parapluies de Cherbourg de Jacques Demy •  France
  - Sallah Shabati d'Ephraim Kishon •  Israël
  - La Femme des sables (Suna no onna) de Hiroshi Teshigahara •  Japon
- 1966 : Le Miroir aux alouettes (Obchod na korze) de Ján Kadár et Elmar Klos •  Tchécoslovaquie
  - Kwaidan de Masaki Kobayashi •  Japon
  - Käre John de Lars-Magnus Lindgren •  Suède
  - Mariage à l'italienne (Matrimonio all'italiana) de Vittorio De Sica •  Italie
  - Terre sanglante (To homa vaftike kokkino) de Vasílis Georgiádis •  Grèce
- 1967 : Un homme et une femme de Claude Lelouch •  France
  - Le Pharaon (Faraon) de Jerzy Kawalerowicz •  Pologne
  - La Bataille d'Alger (La battaglia di Algeri) de Gillo Pontecorvo •  Italie
  - Les Amours d'une blonde (Lásky jedné plavovlásky) de Miloš Forman •  Tchécoslovaquie
  - Tri d'Aleksandar Petrović •  Yougoslavie
- 1968 : Trains étroitement surveillés (Ostře sledované vlaky) de Jiří Menzel •  Tchécoslovaquie
  - Portraits de Chieko (Chieko-sho) de Noboru Nakamura •  Japon
  - El amor brujo de Francisco Rovira Beleta •  Espagne
  - J'ai même rencontré des Tziganes heureux (Skupljaci perja) d'Aleksandar Petrović •  Yougoslavie
  - Vivre pour vivre de Claude Lelouch •  France
- 1969 : Guerre et Paix (Voyna i mir) de Sergueï Bondartchouk •  Union soviétique
  - Les Garçons de la rue Paul (A pál-utcai fiúk) de Zoltán Fábri •  Hongrie
  - Baisers volés de François Truffaut •  France
  - Au feu, les pompiers ! (Hoří, má panenko) de Miloš Forman •  Tchécoslovaquie
  - La Fille au pistolet (La ragazza con la pistola) de Mario Monicelli •  Italie

### Années 1970
- 1970 : Z de Costa-Gavras •  Algérie
  - La Bataille de la Neretva (Bitka na Neretvi) de Veljko Bulajić •  Yougoslavie
  - Les Frères Karamazov (Bratya Karamazovy) de Kirill Lavrov, Ivan Pyriev et Mikhaïl Oulianov •  Union soviétique
  - Ma nuit chez Maud d'Éric Rohmer •  France
  - Ådalen '31 de Bo Widerberg •  Suède
- 1971 : Enquête sur un citoyen au-dessus de tout soupçon (Indagine su un cittadino al di sopra di ogni sospetto) d'Elio Petri •  Italie
  - Erste Liebe de Maximilian Schell •  Suisse
  - Hoa-Binh de Raoul Coutard •  France
  - Paix sur les champs de Jacques Boigelot •  Belgique
  - Tristana de Luis Buñuel •  Espagne
- 1972 : Le Jardin des Finzi-Contini (Il Giardino dei Finzi-Contini) de Vittorio De Sica •  Italie
  - Tchaïkovski d'Igor Talankine •  Union soviétique
  - Dodes'kaden d'Akira Kurosawa •  Japon
  - Le Policier Azoulay (Ha-Shoter Azulai) d'Ephraim Kishon •  Israël
  - Les Émigrants (Utvandrarna) de Jan Troell •  Suède
- 1973 : Le Charme discret de la bourgeoisie de Luis Buñuel •  France
  - La 359e Section ( ...A zori zdes tikhie) de Stanislav Rostotski •  Union soviétique
  - Rosa, je t'aime (Ani Ohev Otach Rosa) de Moshé Mizrahi •  Israël
  - Mi querida señorita de Jaime de Armiñán •  Espagne
  - Le Nouveau Monde (Nybyggarna) de Jan Troell •  Suède
- 1974 : La Nuit américaine de François Truffaut •  France
  - Le Piéton (Der Fußgänger) de Maximilian Schell •  Allemagne de l'Ouest
  - La Maison de la rue Chelouche (Ha-Bayit Berechov Chelouche) de Moshé Mizrahi •  Israël
  - L'Invitation de Claude Goretta •  Suisse
  - Turkish Délices (Turks fruit) de Paul Verhoeven •  Pays-Bas
- 1975 : Amarcord de Federico Fellini •  Italie
  - La tregua de Sergio Renán •  Argentine
  - Lacombe Lucien de Louis Malle •  France
  - Jeux de chat (Macskajáték) de Károly Makk •  Hongrie
  - Plus fort que la tempête (Potop) de Jerzy Hoffman •  Pologne
- 1976 : Dersou Ouzala d'Akira Kurosawa •  Union soviétique
  - Actes de Marusia (Actas de Marusia) de Miguel Littin •  Mexique
  - Parfum de femme (Profumo di donna) de Dino Risi •  Italie
  - Sandakan N° 8 (Sandakan hachibanshōkan bōkyō) de Kei Kumai •  Japon
  - La Terre de la grande promesse (Ziemia obiecana) d'Andrzej Wajda •  Pologne
- 1977 : La Victoire en chantant de Jean-Jacques Annaud •  Côte d'Ivoire
  - Cousin, Cousine de Jean-Charles Tacchella •  France
  - Jacob le menteur (Jakob, der Lügner) de Frank Beyer  Allemagne de l'Est
  - Nuits et Jours (Noce i dnie) de Jerzy Antczak •  Pologne
  - Pasqualino (Pasqualino Settebellezze) de Lina Wertmüller •  Italie
- 1978 : La Vie devant soi de Moshé Mizrahi •  France
  - Cet obscur objet du désir de Luis Buñuel •  Espagne
  - Iphigénie de Michel Cacoyannis •  Grèce
  - Opération Thunderbolt (Operation Thunderbolt) de Menahem Golan •  Israël
  - Une journée particulière (Una giornata particolare) d'Ettore Scola •  Italie
- 1979 : Préparez vos mouchoirs de Bertrand Blier •  France
  - Bim chien blanc à l'oreille noire (Belyy Bim - Chyornoe ukho) de Stanislav Rostotski •  Union soviétique
  - La Cellule en verre (Die gläserne Zelle) de Hans W. Geißendörfer •  Allemagne
  - Les Nouveaux Monstres (I nuovi mostri) de Mario Monicelli, Dino Risi et Ettore Scola •  Italie
  - Les Hongrois (Magyarok) de Zoltán Fábri •  Hongrie

### Années 1980
- 1980 : Le Tambour (Die Blechtrommel) de Volker Schlöndorff •  Allemagne de l'Ouest
  - Oublier Venise (Dimenticare Venezia) de Franco Brusati •  Italie
  - Maman a cent ans (Mamá cumple cien años) de Carlos Saura •  Espagne
  - Les Demoiselles de Wilko (Panny z Wilka) de Andrzej Wajda •  Pologne
  - Une histoire simple de Claude Sautet •  France
- 1981 : Moscou ne croit pas aux larmes (Москва слезам не верит) de Vladimir Menchov •  Union soviétique
  - Bizalom d'István Szabó •  Hongrie
  - El nido de Jaime de Armiñán •  Espagne
  - Kagemusha, l'Ombre du guerrier (Kagemusha) d'Akira Kurosawa •  Japon
  - Le Dernier Métro de François Truffaut •  France
- 1982 : Mephisto d'István Szabó •  Hongrie
  - L'Homme de fer (Człowiek z żelaza) de Andrzej Wajda •  Pologne
  - La barque est pleine (Das Boot ist voll) de Markus Imhoof •  Suisse
  - La Rivière de boue (Doro no kawa) de Kōhei Oguri •  Japon
  - Trois Frères (Tre fratelli) de Francesco Rosi •  Italie
- 1983 : Volver a empezar de José Luis Garci •  Espagne
  - Alsino et le Condor (Alsino y el cóndor) de Miguel Littin  Nicaragua
  - La Vie privée (Chastnaya zhizn) de Youli Raizman •  Union soviétique
  - Coup de torchon de Bertrand Tavernier •  France
  - Le Vol de l'aigle (Ingenjör Andrées luftfärd) de Jan Troell •  Suède
- 1984 : Fanny et Alexandre (Fanny och Alexander) d'Ingmar Bergman •  Suède
  - Carmen de Carlos Saura •  Espagne
  - Coup de foudre de Diane Kurys •  France
  - La Révolte de Job (Jób lázadása) de Imre Gyöngyössy et Barna Kabay •  Hongrie
  - Le Bal d'Ettore Scola •  Algérie
- 1985 : La Diagonale du fou de Richard Dembo •  Suisse
  - Au-delà des murs (Me'Ahorei Hasoragim) de Uri Barbash •  Israël
  - Camila de María Luisa Bemberg •  Argentine
  - Sesión continua de José Luis Garci •  Espagne
  - Romance du front (Voenno-polevoy roman) de Piotr Todorovski •  Union soviétique
- 1986 : L'Histoire officielle (La historia oficial) de Luis Puenzo •  Argentine
  - Amère Récolte (Bittere Ernte) d'Agnieszka Holland •  Allemagne de l'Ouest
  - Colonel Redl (Oberst Redl) d'István Szabó •  Hongrie
  - Trois Hommes et un couffin de Coline Serreau •  France
  - Papa est en voyage d'affaires (Otac na službenom putu) d'Emir Kusturica •  Yougoslavie
- 1987 : L'Assaut (De aanslag) de Fons Rademakers •  Pays-Bas
  - 37°2 le matin de Jean-Jacques Beineix •  France
  - Mon cher petit village (Vesnicko má stredisková) de Jiří Menzel •  Tchécoslovaquie
  - '38 de Wolfgang Glück •  Autriche
  - Le Déclin de l'empire américain de Denys Arcand •  Canada
- 1988 : Le Festin de Babette (Babettes Gæstebud) de Gabriel Axel •  Danemark
  - Le Passeur (Ofelas) de Nils Gaup •  Norvège
  - Au revoir les enfants de Louis Malle •  France
  - La Famille (La famiglia) d'Ettore Scola •  Italie
  - Asignatura aprobada de José Luis Garci •  Espagne
- 1989 : Pelle le Conquérant (Pelle Erobreren) de Bille August •  Danemark
  - Femmes au bord de la crise de nerfs (Mujeres al borde de un ataque de nervios) de Pedro Almodóvar •  Espagne
  - Hanussen d'István Szabó •  Hongrie
  - Salaam Bombay! de Mira Nair •  Inde
  - Le Maître de musique de Gérard Corbiau •  Belgique

### Années 1990
- 1990 : Cinema Paradiso (Nuovo cinema Paradiso) de Giuseppe Tornatore •  Italie
  - Camille Claudel de Bruno Nuytten •  France
  - Jésus de Montréal de Denys Arcand •  Canada
  - Lo que le pasó a Santiago de Jacobo Morales •  Porto Rico
  - Notre dernière valse (Dansen med Regitze) de Kaspar Rostrup •  Danemark
- 1991 : Voyage vers l'espoir (Reise der Hoffnung) de Xavier Koller •  Suisse
  - Cyrano de Bergerac de Jean-Paul Rappeneau •  France
  - Ju Dou de Yang Fengliang et Zhang Yimou •  Chine
  - Das schreckliche Mädchen de Michael Verhoeven •  Allemagne
  - Portes ouvertes (Porte aperte) de Gianni Amelio •  Italie
- 1992 : Mediterraneo de Gabriele Salvatores •  Italie
  - Les Enfants de la nature (Börn náttúrunnar) de Friðrik Þór Friðriksson •  Islande
  - L'École élémentaire (Obecná škola) de Jan Svěrák •  Tchécoslovaquie
  - Oxen de Sven Nykvist •  Suède
  - Épouses et Concubines (Da hongdenglong gaogao gua) de Zhang Yimou •  Hong Kong
- 1993 : Indochine de Régis Wargnier •  France
  - Urga (Ourga — territoriïa lioubvi) de Nikita Mikhalkov •  Russie
  - Daens de Stijn Coninx •  Belgique
  - Un lieu dans le monde (Un lugar en el mundo)  d'Adolfo Aristarain •  Uruguay[N 6]
  - Schtonk ! de Helmut Dietl •  Allemagne
- 1994 : Belle Époque (Belle epoque) de Fernando Trueba •  Espagne
  - Adieu ma concubine (Bawang bieji) de Chen Kaige •  Chine
  - Hedd Wyn de Paul Turner •  Royaume-Uni
  - L'Odeur de la papaye verte (Mùi đu đủ xanh) de Trần Anh Hùng •  Vietnam
  - Garçon d'honneur (Xi yan) d'Ang Lee •  Taïwan
- 1995 : Soleil trompeur (Утомлённые солнцем) de Nikita Mikhalkov •  Russie
  - Before the Rain (Pred doždot) de Milcho Manchevski •  Macédoine
  - Salé, Sucré (Yin shi nan nu) d'Ang Lee •  Taïwan
  - Farinelli de Gérard Corbiau •  Belgique
  - Fraise et Chocolat (Fresa y chocolate) de Tomás Gutiérrez Alea et Juan Carlos Tabío •  Cuba
- 1996 : Antonia et ses filles (Antonia) de Marleen Gorris •  Pays-Bas
  - La Beauté des choses (Lust och fägring stor) de Bo Widerberg •  Suède
  - Poussières de vie de Rachid Bouchareb •  Algérie
  - O Quatrilho de Fábio Barreto •  Brésil
  - Marchand de rêves (L'uomo delle stelle) de Giuseppe Tornatore •  Italie
- 1997 : Kolya (Kolja) de Jan Svěrák •  République tchèque
  - L'Envers du dimanche (Søndagsengler) de Berit Nesheim •  Norvège
  - Les Mille et Une Recettes du cuisinier amoureux (Shekvarebuli kulinaris ataserti retsepti) de Nana Djordjadze •  Géorgie
  - Le Prisonnier du Caucase (Kavkazski plennik) de Sergueï Bodrov •  Russie
  - Ridicule de Patrice Leconte •  France
- 1998 : Karakter de Mike van Diem •  Pays-Bas
  - Quatre Jours en septembre (O que é isso, companheiro ?) de Bruno Barreto •  Brésil
  - Au-delà du silence (Jenseits der Stille) de Caroline Link •  Allemagne
  - Le Voleur et l'Enfant (Vor) de Pavel Tchoukhraï •  Russie
  - Les Secrets du cœur (Secretos del corazón) de Montxo Armendáriz •  Espagne
- 1999 : La vie est belle (La vita è bella) de Roberto Benigni :  Italie
  - Central do Brasil de Walter Salles •  Brésil
  - Les Enfants du ciel (Bachehā-ye āsemān) de Majid Majidi •  Iran
  - El abuelo de José Luis Garci •  Espagne
  - Tango de Carlos Saura •  Argentine

### Années 2000
- 2000 : Tout sur ma mère (Todo sobre mi madre) de Pedro Almodóvar •  Espagne
  - Himalaya : L'Enfance d'un chef d'Éric Valli •  Népal
  - Est-Ouest de Régis Wargnier •  France
  - Solomon and Gaenor de Paul Morrison •  Royaume-Uni
  - Under solen de Colin Nutley •  Suède
- 2001 : Tigre et Dragon (Wò Hǔ Cáng Lóng) d'Ang Lee •  Taïwan
  - Amours chiennes (Amores perros) d'Alejandro González Iñárritu •  Mexique
  - Le Goût des autres d'Agnès Jaoui •  France
  - Everybody Famous (Iedereen beroemd!) de Dominique Deruddere •  Belgique
  - Musíme si pomáhat de Jan Hřebejk •  République tchèque
- 2002 : No Man's Land de Danis Tanović •  Bosnie-Herzégovine
  - Elling de Petter Næss •  Norvège
  - Le Fabuleux Destin d'Amélie Poulain de Jean-Pierre Jeunet •  France
  - Le Fils de la mariée (El hijo de la novia) de Juan José Campanella •  Argentine
  - Lagaan d'Ashutosh Gowariker •  Inde
- 2003 : Nowhere in Africa (Nirgendwo in Afrika) de Caroline Link •  Allemagne
  - Le Crime du père Amaro (El crimen del padre Amaro) de Carlos Carrera •  Mexique
  - L'Homme sans passé (Mies vailla menneisyyttä) d'Aki Kaurismäki •  Finlande
  - Hero (Ying xiong) de Zhang Yimou •  Chine
  - Zus et Zo (Zus en Zo) de Paula van der Oest •  Pays-Bas
- 2004 : Les Invasions barbares de Denys Arcand •  Canada
  - Ondskan de Mikael Håfström •  Suède
  - Le Samouraï du crépuscule (Tasogareseibei) de Yōji Yamada •  Japon
  - De tweeling de Ben Sombogaart •  Pays-Bas
  - Želary d'Ondřej Trojan •  République tchèque
- 2005 : Mar adentro d'Alejandro Amenábar •  Espagne
  - La Chorale du bonheur (Så som i himmelen) de Kay Pollak •  Suède
  - Les Choristes de Christophe Barratier •  France
  - La Chute (Der Untergang) d'Oliver Hirschbiegel •  Allemagne
  - Yesterday de Darrell Roodt •  Afrique du Sud
- 2006 : Mon nom est Tsotsi (Tsotsi) de Gavin Hood •  Afrique du Sud
  - La Bête dans le cœur (La bestia nel cuore) de Cristina Comencini •  Italie
  - Joyeux Noël de Christian Carion •  France
  - Paradise Now de Hany Abu-Assad •  Palestine
  - Sophie Scholl : Les Derniers Jours (Sophie Scholl - Die letzten Tage) de Marc Rothemund •  Allemagne
- 2007 : La Vie des autres (Das Leben der Anderen) de Florian Henckel von Donnersmarck •  Allemagne
  - After the Wedding (Efter Brylluppet) de Susanne Bier •  Danemark
  - Indigènes de Rachid Bouchareb •  Algérie
  - Le Labyrinthe de Pan (El laberinto del fauno) de Guillermo del Toro •  Mexique
  - Water (Vaatar) de Deepa Mehta •  Canada
- 2008 : Les Faussaires (Die Fälscher) de Stefan Ruzowitzky •  Autriche
  - 12 de Nikita Mikhalkov •  Russie
  - Beaufort de Joseph Cedar •  Israël
  - Katyń d'Andrzej Wajda •  Pologne
  - Mongol de Sergueï Bodrov •  Kazakhstan
- 2009 : Departures (Okuribito) de Yōjirō Takita •  Japon
  - La Bande à Baader (Der Baader Meinhof Komplex) d'Uli Edel •  Allemagne
  - Entre les murs de Laurent Cantet •  France
  - Revanche de Götz Spielmann •  Autriche
  - Valse avec Bachir (Vals im Bashir) d'Ari Folman •  Israël

### Années 2010
- 2010 : Dans ses yeux (El secreto de sus ojos) de Juan José Campanella •  Argentine
  - Ajami de Scandar Copti et Yaron Shani •  Israël
  - Le Ruban blanc (Das weiße Band) de Michael Haneke •  Allemagne
  - Fausta (La teta asustada) de Claudia Llosa •  Pérou
  - Un prophète de Jacques Audiard •  France
- 2011 : Revenge (Hævnen) de Susanne Bier •  Danemark
  - Biutiful de Alejandro González Iñárritu •  Mexique
  - Canine (Kynódontas) de Yórgos Lánthimos •  Grèce
  - Hors-la-loi de Rachid Bouchareb •  Algérie
  - Incendies de Denis Villeneuve •  Canada
- 2012 : Une séparation (Djodāï-yé Nāder az Simin) d'Asghar Farhadi •  Iran
  - Bullhead (Rundskop) de Michaël R. Roskam •  Belgique
  - Footnote (Hearat Shulayim) de Joseph Cedar •  Israël
  - Sous la ville (W ciemności) d'Agnieszka Holland •  Pologne
  - Monsieur Lazhar de Philippe Falardeau •  Canada
- 2013 : Amour de Michael Haneke •  Autriche
  - Kon-Tiki de Joachim Rønning et Espen Sandberg •  Norvège
  - No de Pablo Larraín •  Chili
  - Rebelle de Kim Nguyen •  Canada
  - Royal Affair (En kongelig affære) de Nikolaj Arcel •  Danemark
- 2014 : La grande bellezza de Paolo Sorrentino •  Italie
  - Alabama Monroe (The Broken Circle Breakdown) de Felix Van Groeningen •  Belgique
  - L'Image manquante de Rithy Panh •  Cambodge
  - La Chasse (Jagten) de Thomas Vinterberg •  Danemark
  - Omar d'Hany Abu-Assad •  Palestine
- 2015 : Ida de Paweł Pawlikowski •  Pologne
  - Les Nouveaux Sauvages (Relatos Salvajes) de Damián Szifrón •  Argentine
  - Mandarines (Mandariinid) de Zaza Urushadze •  Estonie
  - Leviathan (Leviafan) de Andreï Zviaguintsev •  Russie
  - Timbuktu d'Abderrahmane Sissako •  Mauritanie
- 2016 : Le Fils de Saul (Saul fia) de László Nemes •  Hongrie
  - A War (Krigen) de Tobias Lindholm •  Danemark
  - L'Étreinte du serpent (El abrazo de la serpiente) de Ciro Guerra •  Colombie
  - Mustang de Deniz Gamze Ergüven •  France
  - Theeb de Naji Abu Nowar •  Jordanie
- 2017 : Le Client (Forushande) de Asghar Farhadi •  Iran
  - Mr. Ove (En man som heter Ove) de Hannes Holm •  Suède
  - Les Oubliés (Under sandet) de Martin Zandvliet •  Danemark
  - Tanna de Martin Butler et Bentley Dean •  Australie
  - Toni Erdmann de Maren Ade •  Allemagne
- 2018 : Une femme fantastique (Una mujer fantástica) de Sebastián Lelio •  Chili
  - L'Insulte (Qadiya raqm 23) de Ziad Doueiri •  Liban
  - Faute d'amour (Nelioubov) de Andreï Zviaguintsev •  Russie
  - Corps et Âme (Testről és lélekről) de Ildikó Enyedi •  Hongrie
  - The Square de Ruben Östlund •  Suède
- 2019 : Roma de Alfonso Cuarón •  Mexique
  - L'Œuvre sans auteur (Werk ohne Autor) de Florian Henckel von Donnersmarck •  Allemagne
  - Une affaire de famille (Manbiki kazoku) de Hirokazu Kore-eda •  Japon
  - Cold War (Zimna wojna) de Paweł Pawlikowski •  Pologne
  - Capharnaüm de Nadine Labaki •  Liban

### Années 2020
- 2020 : Parasite de Bong Joon-ho •  Corée du Sud
  - La Communion (Boże Ciało) de Jan Komasa •  Pologne
  - Honeyland de Tamara Kotevska et Ljubomir Stefanov •  Macédoine du Nord
  - Les Misérables de Ladj Ly •  France
  - Douleur et Gloire (Dolor y gloria) de Pedro Almodóvar •  Espagne
- 2021 : Drunk (Druk) de Thomas Vinterberg •  Danemark
  - Shaonian de ni de Derek Tsang •  Chine
  - L'Affaire collective (Colectiv) d'Alexander Nanau •  Roumanie
  - L'Homme qui a vendu sa peau de Kaouther Ben Hania •  Tunisie
  - La Voix d'Aïda de Jasmila Žbanić •  Bosnie-Herzégovine
- 2022 : Drive My Car (Doraibu mai kā) de Ryūsuke Hamaguchi •  Japon
  - Flee (Flugt) de Jonas Poher Rasmussen •  Danemark
  - La Main de Dieu (È stata la mano di Dio) de Paolo Sorrentino •  Italie
  - L'École du bout du monde (Lunana: A Yak in the Classroom) de Pawo Choyning Dorji •  Bhoutan
  - Julie (en 12 chapitres) (Verdens verste menneske) de Joachim Trier •  Norvège
- 2023 : À l'ouest, rien de nouveau (Im Westen nichts Neues) d'Edward Berger •  Allemagne
  - Argentine, 1985 (Argentina, 1985) de Santiago Mitre •  Argentine
  - Close de Lukas Dhont •  Belgique
  - Eo (Io) de Jerzy Skolimowski •  Pologne
  - The Quiet Girl (An Cailín Ciúin) de Colm Bairéad •  Irlande
- 2024 : La Zone d'intérêt (The Zone of Interest) de Jonathan Glazer •  Royaume-Uni
  - Moi, capitaine (Io capitano) de Matteo Garrone •  Italie
  - Perfect Days de Wim Wenders •  Japon
  - Le Cercle des neiges (Sociedad de la nieve) de Juan Antonio Bayona •  Espagne
  - La Salle des profs (Das Lehrerzimmer) d'İlker Çatak •  Allemagne
- 2025 : Je suis toujours là de Walter Salles •  Brésil
  - Emilia Pérez de Jacques Audiard •  France
  - Flow de Gints Zilbalodis •  Lettonie
  - Les Graines du figuier sauvage de Mohammad Rasoulof •  Allemagne
  - La Jeune Femme à l'aiguille de Magnus von Horn •  Danemark

## Liste restreinte
Depuis la 79e cérémonie de 2007, un comité réduit présélectionne plusieurs films candidats dans une liste restreinte (shortlist), un second tour de ce comité détermine les cinq nommés. Ne sont indiqués que les films sélectionnés dans la liste restreinte mais non nommés.

### Années 2000
- 2007 :
  - Fauteuils d'orchestre de Danièle Thompson •  France
  - Black Book (Zwartboek) de Paul Verhoeven •  Pays-Bas
  - Volver de Pedro Almodóvar •  Espagne
  - Vitus de Fredi Murer •  Suisse
- 2008 :
  - L'Année où mes parents sont partis en vacances (O Ano em Que Meus Pais Saíram de Férias) de Cao Hamburger •  Brésil
  - L'Âge des ténèbres de Denys Arcand •  Canada
  - L'Inconnue (La sconosciuta) de Giuseppe Tornatore •  Italie
  - Klopka (Клопка) de Srdan Golubović •  Serbie
- 2009 :
  - Ce qu'il faut pour vivre de Benoît Pilon •  Canada
  - Arráncame la vida de Roberto Sneider •  Mexique
  - Instants éternels (Maria Larssons eviga ögonblick) de Jan Troell •  Suède
  - Les Trois Singes (Üç maymun) de Nuri Bilge Ceylan •  Turquie

### Années 2010
- 2010 :
  - Samson et Delilah (Samson & Delilah) de Warwick Thornton •  Australie
  - The World is Big (Svetat e Golyam i Spasenie Debne Otvsyakade) de Stephan Komandarev •  Bulgarie
  - Kelin (Келін) de Ermek Tursunov •  Kazakhstan
  - Winter in Wartime (Oorlogswinter) de Martin Koolhoven •  Pays-Bas
- 2011 :
  - Confessions (告白, Kokuhaku) de Tetsuya Nakashima •  Japon
  - Le Secret de Chanda (Life, Above All) de Olivier Schmitz •  Afrique du Sud
  - Même la pluie (También la lluvia) de Icíar Bollaín •  Espagne
  - Simple Simon (I rymden finns inga känslor) de Andreas Öhman •  Suède
- 2012 :
  - SuperClásico de Ole Christian Madsen •  Danemark
  - Pina de Wim Wenders •  Allemagne
  - Omar m'a tuer de Roschdy Zem •  Maroc
  - Seediq Bale (賽德克巴萊, Sàidékè Balái) de Wei Te-Sheng •  Taïwan
- 2013 :
  - Intouchables de Éric Toledano et Olivier Nakache •  France
  - Survivre (Djúpið) de Baltasar Kormákur •  Islande
  - Au-delà des collines (După dealuri) de Cristian Mungiu •  Roumanie
  - L'Enfant d'en haut de Ursula Meier •  Suisse
- 2014 :
  - La Femme du ferrailleur (Epizoda u životu berača željeza) de Danis Tanović •  Bosnie-Herzégovine
  - D'une vie à l'autre (Zwei Leben) de Georg Maas •  Allemagne
  - The Grandmaster (一代宗師, Yat Doi Jung Si) de Wong Kar-wai •  Hong Kong
  - Le Grand Cahier (A nagy füzet) de János Szász •  Hongrie
- 2015 :
  - La Terre éphémère (სიმინდის კუნძული, Simindis kundzuli) de George Ovashvili •  Géorgie
  - Lucia de B. de Paula van der Oest •  Pays-Bas
  - Snow Therapy (Turist) de Ruben Östlund •  Suède
  - Libertador de Alberto Arvelo •  Venezuela
- 2016 :
  - Le Labyrinthe du silence (Im Labyrinth des Schweigens) de Giulio Ricciarelli •  Allemagne
  - Le Tout Nouveau Testament de Jaco Van Dormael •  Belgique
  - Le Maître d'escrime (Miekkailija) de Klaus Härö •  Finlande
  - Viva de Paddy Breathnach •  Irlande
- 2017 :
  - Juste la fin du monde de Xavier Dolan •  Canada
  - Ultimatum (Kongens Nei) de Erik Poppe •  Norvège
  - Paradis de Andreï Kontchalovski •  Russie
  - Ma vie de Courgette de Claude Barras •  Suisse
- 2018 :
  - In the Fade (Aus dem Nichts) de Fatih Akın •  Allemagne
  - Foxtrot (פוֹקְסטְרוֹט) de Samuel Maoz •  Israël
  - Félicité de Alain Gomis •  Sénégal
  - Les Initiés (Inxeba) de John Trengove •  Afrique du Sud
- 2019 :
  - Ayka (Айка) de Sergey Dvortsevoy •  Kazakhstan
  - Burning ( 버닝, Beoning) de Lee Chang-dong •  Corée du Sud
  - The Guilty (Den skyldige) de Gustav Möller •  Danemark
  - Les Oiseaux de passage (Pájaros de verano) de Ciro Guerra et Cristina Gallego •  Colombie

### Années 2020
- 2020 :
  - L'Oiseau bariolé (Nabarvené ptáče) de Václav Marhoul •  République tchèque
  - Truth and Justice (Tõde ja õigus) de Tanel Toom •  Estonie
  - Those Who Remained (Akik maradtak) de Barnabás Tóth •  Hongrie
  - Une grande fille (Дылда, Dilda) de Kantemir Balagov •  Russie
  - Atlantique de Mati Diop •  Sénégal
- 2021 :
  - Le Procès de l'herboriste (Šarlatán) de Agnieszka Holland •  Tchéquie
  - Chers Camarades ! (Дорогие товарищи, Dorogie tovarishchi) d'Andreï Kontchalovski •  Russie
  - Hope (Håp) de Maria Sødahl •  Norvège
  - Je ne suis plus là (Ya no estoy aquí) de Fernando Frías de la Parra •  Mexique
  - La Llorona de Jayro Bustamante •  Guatemala
  - El agente topo de Maite Alberdi •  Chili
  - La Nuit des rois de Philippe Lacôte •  Côte d'Ivoire
  - A Sun (陽光普照, Yáng guāng pǔ zhào) de Chung Mong-hong •  Taïwan
  - Les Enfants du soleil (خورشید, Khorshid) de Majid Majidi •  Iran
  - Deux de Filippo Meneghetti •  France
- 2022 :
  - Compartiment n° 6 (Hytti Nro 6) de Juho Kuosmanen •  Finlande
  - El buen patrón de Fernando León de Aranoa •  Espagne
  - Great Freedom (Große Freiheit) de Sebastian Meise •  Autriche
  - La Ruche (Zgjoi) de Blerta Basholli •  Kosovo
  - Un héros (قهرمان, Ghahreman) de Asghar Farhadi •  Iran
  - I'm Your Man (Ich bin dein Mensch) de Maria Schrader •  Allemagne
  - Lamb (Dýrið) de Valdimar Jóhannsson •  Islande
  - Un monde de Laura Wandel •  Belgique
  - Plaza Catedral de Abner Benaim •  Panama
  - Noche de fuego de Tatiana Huezo •  Mexique
- 2023 :
  - Bardo de Alejandro González Iñárritu •  Mexique
  - Le Bleu du caftan de Maryam Touzani •  Maroc
  - La Conspiration du Caire (ولد من الجنة, Walad min al Janna) de Tarik Saleh •  Suède
  - Corsage de Marie Kreutzer •  Autriche
  - Decision to Leave (헤어질 결심, 헤어질 決心, Heeojil gyeolsim) de Park Chan-wook •  Corée du Sud
  - Les Nuits de Mashhad (عنکبوت مقدس, Ankabut-e moqaddas) de Ali Abbasi •  Danemark
  - Joyland de Saim Sadiq •  Pakistan
  - Chhello Show de Pan Nalin •  Inde
  - Retour à Séoul de Davy Chou •  Cambodge
  - Saint Omer de Alice Diop •  France
- 2024 : 
  - Amerikatsi de Michael A. Goorjian •  Arménie
  - Le Moine et le Fusil (The Monk and the Gun) de Pawo Choyning Dorji •  Bhoutan
  - The Promised Land de Nicolaj Arcel •  Danemark
  - Les Feuilles mortes (Kuolleet lehdet) de Aki Kaurismäki •  Finlande
  - La Passion de Dodin Bouffant de Trần Anh Hùng •  France
  - Godland (Vanskabte Land) de Hlynur Pálmason •  Islande
  - Tótem de Lila Avilés •  Mexique
  - La Mère de tous les mensonges (كذب أبيض) de Asmae El Moudir •  Maroc
  - Les Filles d'Olfa de Kaouther Ben Hania • Tunisie
  - 20 Jours à Marioupol (20 днів у Маріуполі) de Mstyslav Tchernov •  Ukraine
- 2025 :
  - La Convocation de Halfdan Ullmann Tøndel •  Norvège
  - From Ground Zero de Masharawi Fund •  Palestine
  - Comment devenir riche (grâce à sa grand-mère) de Pat Boonnitipat •  Thaïlande
  - Kneecap (Ireland) Dir. Rich Peppiatt
  - Santosh (UK) Dir. Sandhya Suri
  - Touch (Iceland) Dir. Baltasar Kormákur
  - Universal Language (Canada) Dir. Matthew Rankin
  - Vermiglio (Italy) Dir. Maura Delpero
  - Waves (Czech Republic) Dir. Jiří Mádl

## Oscars par pays

Origine des films lauréats et nommés pour l'Oscar du meilleur film en langue étrangère (en 2011).
Lauréat de l'Oscar (ou de l'Oscar d'honneur)
Nommé à l'Oscar
États-Unis (inéligible pour la catégorie)

| Pays                 | Oscars                       | Nominations | Pré-liste |
| -------------------- | ---------------------------- | ----------- | --------- |
| France               | 9 (plus 3 Oscars d'honneur)  | 39          | 3         |
| Italie               | 11 (plus 3 Oscars d'honneur) | 30          | 1         |
| Espagne              | 4                            | 20          | 2         |
| Japon                | 2 (plus 3 Oscars d'honneur)  | 15          | 1         |
| Suède                | 3                            | 16          | 3         |
| Danemark             | 4                            | 15          | 2         |
| Union soviétique     | 3                            | 9           | /         |
| Pays-Bas             | 3                            | 7           | 3         |
| Allemagne            | 3                            | 14          | 4         |
| Hongrie              | 2                            | 10          | 2         |
| Argentine            | 2                            | 8           | 0         |
| Tchécoslovaquie      | 2                            | 6           | /         |
| Suisse               | 2                            | 5           | 3         |
| Autriche             | 2                            | 4           | 0         |
| Iran                 | 2                            | 3           | 0         |
| Pologne              | 1                            | 13          | 0         |
| Allemagne de l'Ouest | 1                            | 8           | /         |
| Canada               | 1                            | 7           | 3         |
| Russie               | 1                            | 7           | 2         |
| Algérie              | 1                            | 5           | 0         |
| Taïwan               | 1                            | 3           | 1         |
| Tchéquie             | 1                            | 3           | 1         |
| Afrique du Sud       | 1                            | 2           | 2         |
| Chili                | 1                            | 2           | 0         |
| Bosnie-Herzégovine   | 1                            | 1           | 1         |
| Côte d'Ivoire        | 1                            | 1           | 0         |
| Mexique              | 1                            | 9           | 1         |
| Corée du Sud         | 1                            | 1           | 1         |
| Israël               | 0                            | 10          | 1         |
| Belgique             | 0                            | 7           | 1         |
| Yougoslavie          | 0                            | 6           | /         |
| Grèce                | 0                            | 5           | 0         |
| Norvège              | 0                            | 5           | 1         |
| Brésil               | 0                            | 5           | 1         |
| Inde                 | 0                            | 3           | 0         |
| Chine                | 0                            | 2           | 0         |
| Hong Kong            | 0                            | 2           | 1         |
| Palestine            | 0                            | 2           | 0         |
| Royaume-Uni          | 1                            | 3           | 0         |
| Kazakhstan           | 0                            | 1           | 2         |
| Allemagne de l'Est   | 0                            | 1           | /         |
| Cambodge             | 0                            | 1           | 0         |
| Cuba                 | 0                            | 1           | 0         |
| Bhoutan              | 0                            | 1           | 1         |
| Estonie              | 0                            | 1           | 1         |
| Finlande             | 0                            | 1           | 1         |
| Islande              | 0                            | 1           | 1         |
| Géorgie              | 0                            | 1           | 1         |
| Macédoine du Nord    | 0                            | 1           | 0         |
| Mauritanie           | 0                            | 1           | 0         |
| Népal                | 0                            | 1           | 0         |
| Nicaragua            | 0                            | 1           | 0         |
| Pérou                | 0                            | 1           | 0         |
| Porto Rico           | 0                            | 1           | 0         |
| Uruguay              | 0                            | 1           | 0         |
| Vietnam              | 0                            | 1           | 0         |
| Sénégal              | 0                            | 0           | 1         |
| Lettonie             | 0                            | 1           |           |
|                      |                              |             |           |

## Liste des propositions
- 1957
- 1958 (en)
- 1959 (en)
- 1960
- 1961 (en)
- 1962 (en)
- 1963 (en)
- 1964 (en)
- 1965 (en)
- 1966 (en)
- 1967 (en)
- 1968 (en)
- 1969 (en)
- 1970
- 1971 (en)
- 1972 (en)
- 1973 (en)
- 1974 (en)
- 1975 (en)
- 1976 (en)
- 1977 (en)
- 1978 (en)
- 1979 (en)
- 1980
- 1981 (en)
- 1982 (en)
- 1983 (en)
- 1984 (en)
- 1985 (en)
- 1986 (en)
- 1987 (en)
- 1988 (en)
- 1989 (en)
- 1990 (en)
- 1991 (en)
- 1992 (en)
- 1993 (en)
- 1994 (en)
- 1995 (en)
- 1996 (en)
- 1997 (en)
- 1998 (en)
- 1999 (en)
- 2000 (en)
- 2001 (en)
- 2002 (en)
- 2003 (en)
- 2004 (en)
- 2005 (en)
- 2006 (en)
- 2007 (en)
- 2008 (en)
- 2009 (en)
- 2010 (en)
- 2011 (en)
- 2012 (en)
- 2013 (en)
- 2014
- 2015 (en)
- 2016
- 2017
- 2018
- 2019
- 2020 (en)
- 2021
- 2022 (en)
- 2023 (en)
- 2024 (en)